# CRX (гурт)
CRX — американський рок-гурт, створений у Лос-Анджелесі в 2013 році. 
Початковий склад гурту:
- Нік Валенсі (Nick Valensi) — вокал, гітара;
- Ральф Александр (Ralph Alexander) — ударні;
- Бред Обергофер (Brad Oberhofer) — клавішні, бек-вокал;
- Джон Сафлі (Jon Safley) — бас, бек-вокал;
- Даріан Захеді (Darian Zahedi) — гітара, бек-вокал.[2]

28 жовтня 2016 року гурт CRX випустив свій дебютний альбом New Skin.
Перший сингл альбому «Ways to Fake It» був випущений 7 вересня 2016 року через медіа-сервіси Vevo та Spotify. 
Нік Валенсі описав стиль гурту CRX як суміш павер-попу та хеві-металу, а також назвав тих, хто вплинув на формування їхнього стилю: The Cars, Cheap Trick, Elvis Costello.

## Склад гурту
Теперішні учасники
- Нік Валенсі — вокал, гітара (2013–наш час)
- Даріан Захеді — ритм-гітара (2015–наш час)
- Бред Обергофер — клавішні, бек-вокал (2018–наш час)
- Джон Сафлі — бас-гітара, синтезатор/синт-бас, перкусія, бек-вокал (2014–наш час)
- Ральф Александер — ударні, перкусія (2015–наш час)

Колишні учасники
- Річі Фоллін — клавішні, гітара, бек-вокал (2013–2018)

## Дискографія

### Альбоми
- New Skin (2016)
- Peek (2019)[6]

### Сингли
- "Ways to Fake It" (2016)
- "Broken Bones" (2016)
- "Love Me Again" (2018)
- "We’re All Alone" (2019)[6]
- "Falling" (2019)
- "Get Close" (2019)